# ت ع م+13:00

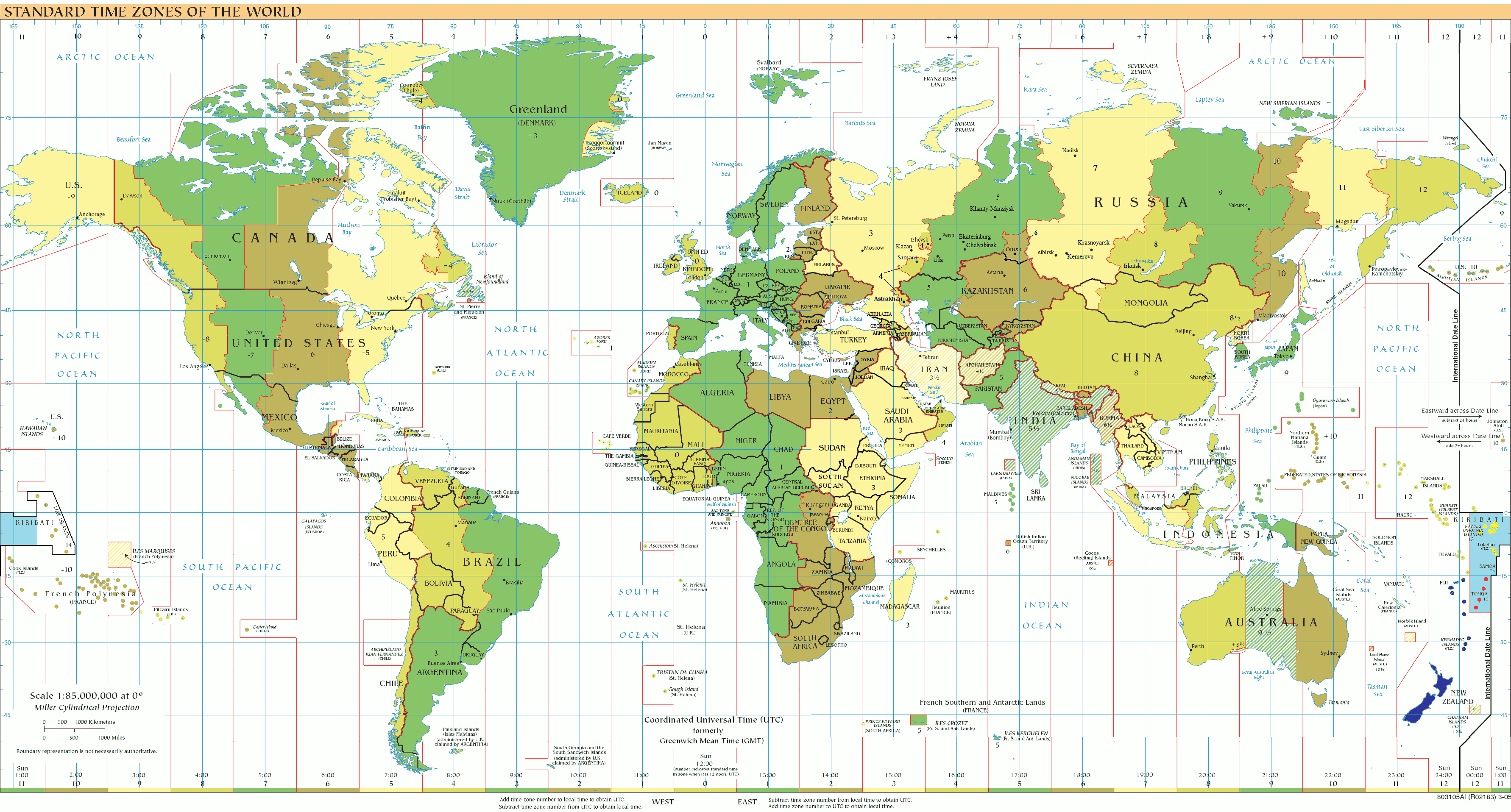
التوقيت العالمي المنسق +13:00:الأزرق (سبتمبر), البرتقالي (يونيو), الأصفر(علي مدر العام)

التوقيت العالمي المنسق +13:00 {بالإنجليزية:UTC+13:00} هو مقابلة الوقت المحلي للتوقيت العالمي المنسق، حيث يزيد فيه الوقت المحلي عن التوقيت العالمي بمقدار 13 ساعة (+13).